# تئوری‌های توطئه یسوعی

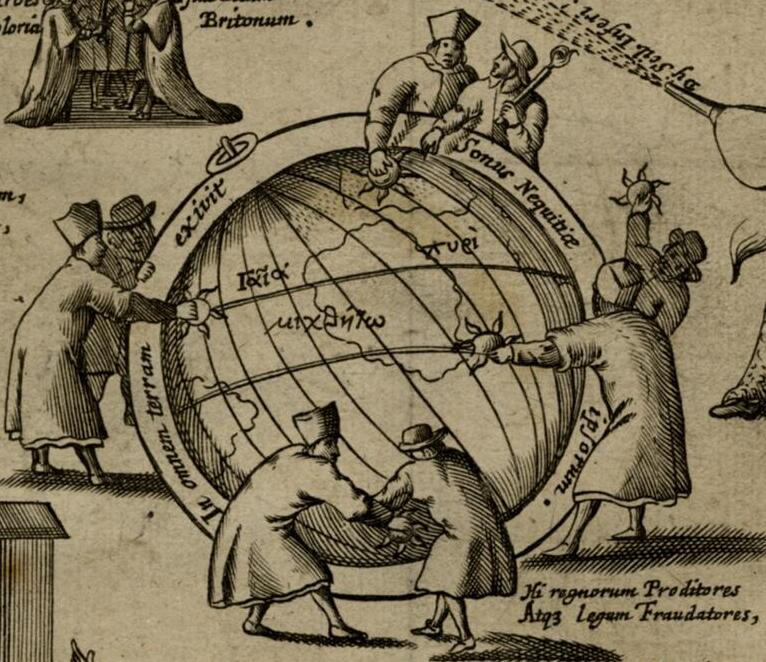
تصویری از سال ۱۶۶۷ میلادی، هشت مرد، چهار مرد را که لباس یسوعی پوشیده بودند، نشان می‌دهد که یک مدل کره زمین را احاطه کرده و نارنجک‌های دستی پرتاب می‌کنند، با این مفهوم که کلیسای کاتولیک به‌طور کلی و یسوعیان به‌طور خاص مسئول رویدادهایی مانند آتش‌سوزی بزرگ لندن در سال ۱۶۶۶ هستند.

تئوری‌های توطئه یسوعی (انگلیسی: Jesuit conspiracy theories) به تئوری‌های توطئه در مورد اعضای «انجمن عیسی» (یسوعی‌ها)، یک نظام مذهبی در کلیسای کاتولیک اشاره دارد. چنین نظریه‌هایی از اوایل سال ۱۵۵۰، درست ده سال پس از تأسیس یسوعیان، که اغلب توسط دشمنانشان به دلیل نفوذ فکری و سیاسی که اعضای انجمن عیسی اعمال می‌کردند، متهم می‌شدند، ظاهر شدند.